# أثكويتيا
بلدية أثكويتيا (بالإسبانية: Azcoitia) هي بلدية تقع في مقاطعة غيبوثكوا التابعة لمنطقة إقليم الباسك شمال إسبانيا.

## الديموغرافيا
يبلغ عدد سكان بلدية أثكويتيا 11.417 نسمة عام 2011 (وفقاً للمعهد الوطني للإحصاء الإسباني).
| 10.240 | 10.212 | 10.257 | 10.492 | 10.787 | 11.266 | 11.417 |

## أعلام
- إيغور زوبيلديا
- دييغو غارسيا
- إليزابيث إيبارا
- خوسيه أراكيستاين